# Club León
Club Social y Deportivo León is een Mexicaanse voetbalclub uit León. De club is opgericht in 1944 en speelt sinds 2012 in de Primera División.
De club werd in 1948, 1949, 1952, 1956 en 1992 Mexicaans kampioen en verloor in 1993 de finale van de CONCACAF Champions' Cup tegen Deportivo Saprissa. Na tien jaar in de Liga de Ascenso gespeeld te hebben, keerde de club in 2012 terug op het hoogste niveau. Op 22 september 2021 won Club León de tweede editie van de Leagues Cup; in de finale werd Seattle Sounders met 3–2 verslagen. Deze overwinning zorgde ervoor dat Club León de eerste internationale prijs in de clubhistorie won. Op 4 juni 2023 won Club León voor het eerst in de clubhistorie de Concacaf Champions Cup, waarin de finale over twee wedstrijden werd gewonnen van Los Angeles.

## Erelijst
Nationaal
- Liga MX

1948, 1949, 1952, 1956, 1992, Apertura 2013, Clausura 2014, Apertura 2020
- Ascenso MX

Temporada 1990, Clausura 2003, Clausura 2004, Clausura 2008, Clausura 2012
- Campeón de Ascenso

Final de Ascenso 2011–12
- Copa MX

1949, 1958, 1967, 1971, 1972
- Campeón de Campeones

1948, 1949, 1956, 1971, 1972
Continentaal
- Concacaf Champions Cup

2023
- Leagues Cup

2021

## Bekende (oud-)spelers
- Joel Campbell
- Gustavo Dezotti
- Landon Donovan
- Andrés Guardado
- Rafael Márquez